# Gunong Blangpong
Gunong Blangpong är en kulle i Indonesien.   Den ligger i provinsen Aceh, i den västra delen av landet, 1 700 km nordväst om huvudstaden Jakarta. Toppen på Gunong Blangpong är 99 meter över havet.
Terrängen runt Gunong Blangpong är huvudsakligen platt, men åt nordost är den kuperad. Havet är nära Gunong Blangpong åt sydväst.Runt Gunong Blangpong är det ganska tätbefolkat, med 52 invånare per kvadratkilometer.